# Ghiacciaio Conchie
Il ghiacciaio Conchie (in inglese Conchie Glacier) è un ghiacciaio lungo circa 32 km situato sulla costa di Rymill, nella parte occidentale della Terra di Palmer, in Antartide. Il ghiacciaio, il cui punto più alto si trova a circa 410 m s.l.m., fluisce in direzione sud-ovest, scorrendo tra i picchi Butler, a nord, e il monte Ward e i picchi Steeple, a sud, fino ad andare ad alimentare la piattaforma glaciale Giorgio VI, che ricopre l'omonimo canale.

## Storia
Già scoperto nel 1936 durante la spedizione britannica nella Terra di Graham, condotta nel periodo 1934-37 al comando di John Rymill, il ghiacciaio Conchie è stato poi così battezzato dal Comitato britannico per i toponimi antartici in onore del tenente pilota Bertie J. Conchie, in forza all'aeronautica militare britannica, pilota del British Antarctic Survey dal 1969 al 1975.